# Jabari Brown
Jabari Akil Brown (ur. 18 grudnia 1992 w Oakland) – amerykański koszykarz, występujący na pozycji obrońcy.

## Osiągnięcia
Stan na 16 kwietnia 2019, na podstawie, o ile nie zaznaczono inaczej.
NCAA
- Uczestnik turnieju NCAA (2013)
- Zaliczony do I składu:
  - SEC (2014)
  - turnieju Las Vegas Invitational (2014)

D-League
- Zaliczony do:
  - II składu debiutantów D-League (2015)
  - III składu D-League (2015)
- Uczestnik meczu gwiazd D-League (2015)
- Zawodnik tygodnia (12.01.2015)